# Генеративізм
Генеративізм (від англ. to generate «породжувати»), або породжувальна лінгвістика, — напрям у мовознавстві, який характеризується проголошенням пріоритету дедуктивного підходу до вивчення мови над індуктивним, інтерпретацією мови як феномену психіки людини й опрацюванням формальних моделей процесів породження мовних конструкцій. 
Основоположником генеративізму є американський мовознавець (родом з України) Ноам Чомскі.